# Dysosma lichuanensis
Dysosma lichuanensis là một loài thực vật có hoa trong họ Hoàng mộc. Loài này được Z.Zheng & Y.J.Su mô tả khoa học đầu tiên năm 1997.